# Appelle-moi Rohff
 (janvier 2020).
Si vous disposez d'ouvrages ou d'articles de référence ou si vous connaissez des sites web de qualité traitant du thème abordé ici, merci de compléter l'article en donnant les références utiles à sa vérifiabilité et en les liant à la section « Notes et références ».
Albums de Rohff
Le Code de l'honneur
(1999)
Appelle-moi Rohff est le premier maxi du rappeur français Rohff, sorti en 1998 sur les labels Espionnage et Phénomène Records.
Il annonce le premier album studio du rappeur, Le code de l'honneur, paru l'année suivante, en 1999. Sur les deux morceaux, Appelle-moi Rohff et Despee (tous les deux produits par DJ Mehdi), seul Appelle-moi Rohff apparaîtra sur l'album.
À noter que sur le vinyle, le titre Appelle-moi Rohff est écrit avec une erreur de conjugaison au verbe "appeler".

## Liste des pistes
1. Appelle-moi Rohff
2. Appelle-moi Rohff (Instrumental)
3. Despee (Pepetes Mix)
4. Despee (DJ Mehdi Street Mix)